# Lynne Jewell
Pour les articles homonymes, voir Jewell.
Lynne Jewell  est une skippeuse américaine, née le 26 novembre 1959 à Burbank (Californie).

## Carrière
Lynne Jewell remporte lors des Jeux olympiques d'été de 1988 la médaille d'or en classe 470 avec Allison Jolly.